# 西岸快車
西岸快車（英語：West Coast Express）是加拿大卑詩省低陸平原地區的一條通勤鐵路綫，連接溫哥華市中心及位於菲沙河谷地區的米遜，並沿途於滿地寶、高貴林市、高貴林港、匹特草原和楓樹嶺設站。西岸快車於1995年啓用，現時由大溫哥華地區的公共交通機構運輸聯線營運，並於溫市中心的濱海站與同屬運輸聯線旗下的溫哥華架空列車和海上巴士，以及其他公共交通工具交匯。此鐵路線於2015年第3季的平均工作日載客量達9,800人次。

## 運作
西岸快車從周一至周五（公衆假期例外）提供服務。上午繁忙時間有五班列車從米遜前往溫市中心，下午繁忙時間則有五班列車往相反方向行駛。介乎兩個終點站的行車需時約73分鐘。此外，運輸聯線亦營運與西岸快車走線相若並停靠沿線各站的巴士服務（TrainBus）：上午五班西行列車悉數運行後有兩班巴士前往溫市中心，而東行方向則從下午12時55分起有五班巴士服務。

## 客運列車及路軌
每班列車由四至九部龐巴迪製的雙層客車組成，並由通用汽車所製的機車驅動。每卡車有144個座位。列車採推拉方式運作：早上往溫哥華的列車由機車在後面推，下午往米遜的列車則由機車在前面拉。卡車上的設施包括洗手間、咖啡吧和電插座，設計上亦方便了使用輪椅及單車的乘客上落和停靠。
西岸快車的客車和機車由維亞鐵路公司負責維修服務，而沿途路軌則屬加拿大太平洋鐵路。
| 製造商       | 型號                      | 數目 |
| ------------ | ------------------------- | ---- |
| 龐巴迪       | Bi-level Coach VI（客車） | 37   |
| 通用汽車     | F59PHI 機車               | 5    |
| Motive Power | MP36PH-3C                 | 1    |

## 收費
有別於運輸聯線轄下的其他公共交通服務，西岸快車採用一套獨立的收費架構，但持有效西岸快車車票的乘客無需額外付款便可轉乘運輸聯線的其他服務。西岸快車車票的售後有效期為三小時。
西岸快車覆蓋之地區被劃分為4個收費區：
- 第一區：溫哥華，即濱海站
- 第三區：三聯市，即滿地寶站、高貴林中央站及高貴林港站
- 第四區：匹特草原及楓樹嶺，即匹特草原站、楓樹草原站及哈尼港站
- 第五區：米遜

下列收費由2023年7月起生效：
| 來往濱海站             | 來往濱海站 | 來往濱海站 | 來往濱海站 | 來往其他車站     | 來往其他車站 |
|                        | 第三區     | 第四區     | 第五區     | 同一或相鄰收費區 | 其餘行程     |
| 康百世單程及雙程票（Compass Tickets） |            |            |            |                  |              |
| ---------------------- | ---------- | ---------- | ---------- | ---------------- | ------------ |
| 成人單程               | $8.05      | $9.85      | $13.40     | $6.20            | $8.05        |
| 特惠單程               | $4.75      | $6.15      | $8.30      | $3.75            | $4.75        |
| 成人雙程               | $15.55     | $19.00     | $25.40     | $11.75           | $15.55       |
| 特惠雙程               | $9.60      | $12.00     | $16.30     | $7.45            | $9.60        |
| 康百世儲值卡（Stored Value）       |            |            |            |                  |              |
| 成人單程               | $6.80      | $8.35      | $11.25     | $5.20            | $6.80        |
| 特惠單程               | $4.15      | $5.10      | $6.90      | $3.10            | $4.15        |
| 來回通行證（Return Pass）         |            |            |            |                  |              |
| 成人                   | $14.70     | $18.20     | $24.35     | $11.50           | $14.70       |
| 特惠                   | $9.10      | $11.50     | $15.55     | $7.20            | $9.10        |
| 月票                   |            |            |            |                  |              |
| 成人                   | $222.70    | $268.70    | $366.95    | $169.95          | $222.70      |
| 特惠                   | $137.55    | $169.40    | $236.90    | $103.90          | $137.55      |

西岸快車並未於車站設有出入閘機，依靠乘客自律繳費。為了避免乘客逃票，車上時有警察及運輸聯線工作人員查看乘客的付費證明。當局有權要求未能出示有效車票的乘客落車，最高罰款達173加元。

## 近年規劃
運輸聯線的2009年預算中包括二千八百萬元用作購買七輛新卡車，亦包括經費以改善濱海站和米遜站以及延長各站的月台。運輸聯線亦建議實行一系列措施以改善西岸快車服務，當中三項主要建議包括：
- 改善哈尼港站臨時私家車上落客區（規劃中）
- 擴充楓樹嶺站的停車轉乘服務（規劃中）
- 於前亞比安渡輪（英语：Albion Ferry）碼頭附近設一座新車站

當中的亞比安車站項目原預料在2011年－2012年間落實，但到了2012年的十年規劃報告中則隻字不提。另外，當局亦一度計劃在本那比市北部設一座新車站，但此計劃亦已經無限期擱置。

## 外部連結
- 運輸聯線網站 西岸快車頁面 （页面存档备份，存于）